# Økolariet
Økolariet er et videns- og oplevelsescenter om natur, miljø, klima, energi, opfindelser og innovation, der ligger i Vejle. 
Økolariets udstillinger og undervisning kombinerer naturvidenskab med samfundsaktuelle udfordringer og resultater. Temaerne handler om naturen omkring os, drikkevand og spildevand, affald og resurser, klimaforandringer, energi, robotteknologi, rumfart, kampen om råstoffer, dyr i krig  og meget mere.
Økolariet er udpeget som det regionale center for undervisning i natur, teknologi og sundhed, kaldet NTS-center og drives af Vejle Kommune i et fast partnerskab med det lokale spildevands- og affaldssselskab. Desuden udvikles nye udstillinger og undervisning med skiftende partnere fra dansk erhvervsliv og uddannelsessektoren.
Økolariet har siden 2009 været godkendt som videnspædagogisk aktivitetscenter.